# 2186 Keldysh
2186 Keldysh este un asteroid din centura principală, descoperit pe 27 septembrie 1973 de Liudmila Cernîh.